# Серр, Жан де
Жан де Серр (фр. Jean de Serres; лат. Joannes Serranus 1540, Вильнёв-де-Бер — 1598) — французский пастор-кальвинист, гуманист и историк; брат Оливье де Се́рра.

## Биография
Будучи глубоким знатоком древних языков, Жан де Серр приглашался преподавать в Лозаннской (1557—1559 гг.) и Женевской (1566 г.) академиях. Позднее вернулся на родину, но удалился из Франции после Варфоломеевской ночи (24 августа 1572 г.). Стал пастором кальвинистской церкви в Жюсси, невдалеке от Женевы, Поссорившись с Женевской консисторией, Серр переехал в Лозанну. В 1579 г. вновь вернулся во Францию и поселился в Ниме, где власть принадлежала гугенотам. В 1589 г. стал пастором в независимом от Французской короны Оранже.
На исходе жизни выступал за примирение католиков и гугенотов. В 1596 году Генрих IV назначил де Серра историографом Франции. Умер, как предполагали, от яда.

## Сочинения
Кроме нового латинского перевода корпуса Платона (1578), ему принадлежат ценные труды:
- «Commentarii de statu religionis et reipublicae in regno Galliae» (1571—77),
- «Recueil des choses mémorables advenues en France» (1595),
- «Inventaire général de l’histoire de France» (1597, много изд.) и др.

В последнем из названных трудов Жан де Серр впервые хронологически последовательно изложил историю Франции с древнейших времён. До 1680-х гг. это издание считалось во Франции стандартным изложением национальной истории.